# Andreas Hofbauer
Andreas Hofbauer (...) è un ex giocatore di football americano austriaco, che ha giocato come runningback.